# MS Ostrołęka
MS Ostrołęka – jeden z serii drobnicowców typu B-432 zbudowanych dla Polskich Linii Oceanicznych w stoczni Szczecińskiej im. Adolfa Warskiego w 1973 roku, jako trzecia jednostka tej klasy.
Od roku 1973 pływał w barwach PLO, następnie w POL-Levant. W 1998 roku został sprzedany Somali Shipping Services Inc., Kingstown, St. Vincent and The Grenadines. Tam otrzymał nazwę Salwah. W kwietniu 2000 roku trafił na złomowisko w Indiach.